# 薩凡納區
薩凡納區（法語：Savanne）是非洲東部島國毛里裘斯的9個區之一，位於該國南部，北鄰威廉平原區，東毗大港區，南接印度洋，西臨黑河區，首府設於蘇亞克，面積244.8平方公里，2015年人口68,585。

## 部分村庄
- 舍曼格勒涅
- 苏里南村